# Bahuinocachi
Bahuinocachi är en ort i Mexiko.   Den ligger i kommunen Bocoyna och delstaten Chihuahua, i den nordvästra delen av landet, 1 300 km nordväst om huvudstaden Mexico City. Bahuinocachi ligger 2 503 meter över havet och antalet invånare är 252.
Terrängen runt Bahuinocachi är huvudsakligen kuperad, men den allra närmaste omgivningen är platt. Terrängen runt Bahuinocachi sluttar söderut. Runt Bahuinocachi är det glesbefolkat, med 13 invånare per kvadratkilometer. Närmaste större samhälle är Sojahuachi, 8,6 km sydväst om Bahuinocachi. I omgivningarna runt Bahuinocachi växer huvudsakligen savannskog.